# Joachim Freiherr Marschall von Bieberstein

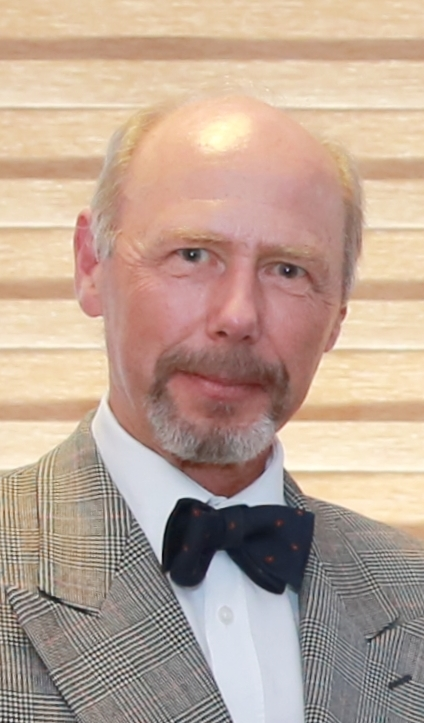
Joachim Freiherr Marschall von Bieberstein

Joachim Freiherr Marschall von Bieberstein (* 1. März 1954 in Hahnstätten, Unterlahnkreis) ist ein deutscher Diplomat, der unter anderem zwischen 2013 und 2016 Botschafter im Königreich Kambodscha und zwischen 2016 und 2019 Botschafter der Bundesrepublik Deutschland in Ecuador war.

## Leben
Marschall von Bieberstein absolvierte nach dem Abitur 1972 zwischen 1973 und 1974 seinen Wehrdienst bei der Bundeswehr und begann 1974 ein Studium der Rechtswissenschaften an der Johannes Gutenberg-Universität Mainz und der Albert-Ludwigs-Universität Freiburg, das er 1979 mit der Ersten Juristischen Staatsprüfung beendete. Ein darauf folgendes postgraduales Studium an der Indiana University (IU), Bloomington/Indiana, USA, schloss er 1981 mit einem Master of Public Affairs (MPA) ab. Nach seiner Rückkehr nach Deutschland durchlief er ab 1981 das Rechtsreferendariat am Hanseatischen Oberlandesgericht in Hamburg und legte 1984 das Zweite Staatsexamen ab.
Danach begann er 1984 den Vorbereitungsdienst für den höheren Auswärtigen Dienst und trat nach dessen Abschluss 1986 in das Auswärtige Amt ein. Nach einer Verwendung von 1986 bis 1989 als Zweiter Sekretär und Referent für Innenpolitik und Konsularangelegenheiten an der Botschaft in Sri Lanka war er zwischen 1989 und 1991 Erster Sekretär und Leiter des Konsularreferats an der Botschaft in Griechenland, ehe er nach seiner Rückkehr nach Deutschland von 1992 bis 1995 Referent für Bund-Länder-Fragen in der Europaabteilung des Auswärtigen Amtes war.
Im Anschluss war Marschall von Bieberstein zwischen 1995 und 1998 Stellvertretender Leiter des Generalkonsulats in Montreal und dort Leiter des Referats für Kultur, Hochschulen, Presse und Konsularangelegenheiten sowie danach zwischen 1998 und 2001 Vortragender Legationsrat und stellvertretender Leiter des Referats für Gesandtschaftsrecht und Recht der Internationalen Organisationen in der Rechtsabteilung des Auswärtigen Amtes. Anschließend fungierte er von 2001 bis 2004 als Politischer Referent für Sicherheitsfragen an der Ständigen Vertretung bei den Vereinten Nationen in New York City sowie von 2004 bis 2007 als Ständiger Vertreter des Botschafters in Kasachstan.
Nach seiner Rückkehr nach Deutschland übernahm er zwischen 2007 und 2010 als Vortragender Legationsrat Erster Klasse die Funktion des Leiters des Referats für Internationale Forschungs- und Technologiepolitik im Auswärtigen Amt sowie danach von 2010 bis 2013 als Leiter der Wirtschaftsabteilung an der Botschaft im Vereinigten Königreich.
2013 wurde Marschall von Bieberstein Botschafter im Königreich Kambodscha und erhielt seine dortige Akkreditierung am 17. Oktober 2013. Er wurde damit Nachfolger von Wolfgang Moser, der in den Ruhestand getreten war. Von 2016, als er Alexander Olbrich ablöste, bis zu seinem Eintritt in den Ruhestand 2019 war er Botschafter der Bundesrepublik Deutschland in Ecuador.